# André Borderie
André Borderie né le 20 décembre 1923 à Beautiran en Gironde,  et mort le 10 octobre 1998 à Ivry-sur-Seine, dans le Val-de-Marne, est un peintre et sculpteur français.

## Biographie
En 1946, André Borderie envisage de se consacrer à la peinture, sur les conseils de l'affichiste Paul Colin, et profite d'une mission de son entreprise, les P.T.T. où il est inspecteur adjoint aux télécommunications, pour fréquenter à Vienne le milieu artistique.
En 1948, il quitte les P.T.T.. Il s'installe avec un couple d'artistes hongrois rencontrés à Vienne, Pierre et Vera Székely, et bientôt sa future épouse, Maria, dans un atelier d'artistes à Bures-sur-Yvette, puis à Marcoussis. Cette même année 1948, il se fait baptiser. En 1954, toujours avec Pierre et Vera Székely, il restaure l'intérieur de l'église Saint-Nicolas de Fossé, dans les Ardennes. Jusqu'en 1957, André Borderie et les époux Székely signeront leurs pièces en commun. Ils créent des peintures, des céramiques et des meubles.
André Borderie participe, à la fin des années 1950, au renouveau de la tapisserie, entamé dans l'entre-deux-guerres par Jean Lurçat. Ses œuvres, tissées notamment à l'atelier Camille Legoueix d'Aubusson, sont présentées par la galerie La Demeure. Son langage lyrique et abstrait joue avec la lumière. En 1963, il reçoit le Grand Prix national de la tapisserie française, pour sa tapisserie Rue de la paix, tissée à la Manufacture des Gobelins, dont le carton est acquis par le Mobilier national. Il est aussi l'auteur de céramiques émaillées, aux formes simples, utilisant notamment de la terre chamottée.
Convaincu que l'art doit jouer un rôle dans la ville, il adhère au groupe Espace qui réunit architectes et artistes pour promouvoir la présence de l'art en milieu urbain. Il collabore avec Maurice Prévert, Yves Roa, Gilles Thin ou Pierre Vigneron. En 1957, il part avec Maria s'installer à Senlis dans un ancien presbytère. André et Maria se marient. Dans les années 1970, il expérimente toutes sortes de matériaux dans des réalisations urbaines monumentales. Au cours de l'été 1998, l'abbaye du Ronceray, à Angers, organise une rétrospective de l'ensemble de son œuvre.
André Borderie meurt le 10 octobre 1998 à Ivry-sur-Seine, dans le Val-de-Marne.

### Sources
- « André Borderie », Le Monde,‎ 16 octobre 1998.
- « Mort du tapissier André Borderie », Libération,‎ 16 octobre 1998 (lire en ligne).
- Frédéric Bodet et Karine Lacquemant, « André Borderie, le ciel et la terre », L'Œil, no 551,‎ octobre 2003.